# Mã Phát Tường
Mã Phát Tường (tiếng Trung: 马发祥; bính âm: Mǎ Fāxiáng; 1953 – 13 tháng 11 năm 2014) là phó đô đốc từng là Phó Chính ủy Hải quân Quân Giải phóng Nhân dân (PLAN). Ông bị điều tra về tội tham nhũng và tự sát vào tháng 11 năm 2014.

## Tiểu sử
Mã Phát Tường sinh năm 1953 tại huyện Đại Lệ, tỉnh Thiểm Tây.
Ông được bổ nhiệm làm Chính ủy của Viện nghiên cứu vũ khí PLAN vào tháng 7 năm 2004, và được thăng quân hàm chuẩn đô đốc một năm sau đó. Tháng 7 năm 2008, ông được bổ nhiệm làm Chính ủy Căn cứ huấn luyện và kiểm tra Hải quân. Ông được bổ nhiệm làm Cục trưởng Cục Chính trị Hải quân vào tháng 6 năm 2011, và thăng quân hàm Phó đô đốc vào năm 2012. Trong một báo cáo năm 2013 do Jamestown Foundation của Mỹ công bố, các nhà phân tích coi ông là ứng cử viên hàng đầu để kế nhiệm Đô đốc Lưu Hiểu Giang làm chính ủy tiếp theo của Hải quân Quân Giải phóng Nhân dân. Tháng 7 năm 2013, ông được thăng chức Phó Chính ủy Hải quân Quân Giải phóng Nhân dân.

## Tự sát
Vào ngày 13 tháng 11 năm 2014, Mã Phát Tường đã nhảy lầu tự sát từ một tòa nhà tại khu liên hợp hải quân ở Công Chúa Phần, Bắc Kinh. Ông đã bị Ủy ban Kiểm tra Kỷ luật Trung ương điều tra về tội tham nhũng, và cho rằng ông đã tự sát để tránh bị ô nhục và để gia đình nhận trợ cấp hưu trí của mình, mặc dù nhận định ông tự sát do bị trầm cảm. Việc tự sát của ông diễn ra sau vụ tự sát của Chuẩn đô đốc Khương Trung Hoa trong hoàn cảnh tương tự trước đó khoảng hai tháng. Cuộc điều tra tham nhũng của Mã Phát Tường được cho là có liên quan đến vụ án của các cựu Phó Chủ tịch Quân ủy Trung ương, Từ Tài Hậu và Quách Bá Hùng.
Tờ People's Navy, tờ báo chính thức của PLAN, thông báo rằng Mã Phát Tường đã qua đời vì bạo bệnh. Cáo phó chính thức gọi ông là "một Đảng viên Cộng sản xuất sắc và một chỉ huy chính trị xuất sắc của Hải quân". Vào ngày 1 tháng 12 năm 2014, thi thể của ông được hỏa táng tại Nghĩa trang cách mạng Bát Bảo Sơn. Nhiều lãnh đạo hải quân đương nhiệm và cựu lãnh đạo hải quân, bao gồm Tư lệnh Ngô Thắng Lợi và Chính ủy Lưu Hiểu Giang, đã tham dự buổi lễ, nhưng các lãnh đạo cấp cao của Đảng và chính phủ Cộng sản đều vắng mặt đáng kể.